# The Death of Kevin Carter: Casualty of the Bang Bang Club
The Death of Kevin Carter: Casualty of the Bang Bang Club ist ein US-amerikanischer Dokumentarfilm aus dem Jahr 2004.

## Handlung
Der Film behandelt die Umstände der Entstehung eines Fotos des südafrikanischen Fotojournalisten Kevin Carter (1960–1994). Mit dem Foto The vulture and the little girl, auf dem ein halb verhungertes sudanesisches Mädchen zu sehen ist, das auf dem Weg zur Essensausgabe zusammenbrach und von einem Geier beobachtet wurde, gewann Carter 1994 den Pulitzer-Preis. Nachdem Carter vorgeworfen wurde, aus reiner Ruhmsucht das Foto geschossen zu haben, ging er mit seinem Kollegen Ken Oosterbroek seiner Arbeit im Township Thokoza nach. Verstört durch die Reaktionen auf sein Foto aus dem Sudan und depressiv durch die Erschießung seines Kollegen am 18. April 1994 beging Carter am 27. Juli 1994 Selbstmord.

## Auszeichnungen
2006 wurde der Film in der Kategorie Bester Dokumentar-Kurzfilm für den Oscar nominiert. Dazu gab es zwei Nominierungen für den News and Documentary Emmy Award als beste Dokumentation und als bestes Informationsprogramm.
Gewinnen konnte der Film den IDA Award der International Documentary Association, das Cleveland International Film Festival, das L. A. Shorts Fest, das Tribeca Film Festival, eine Goldmedaille bei der Verleihung der Student Academy Awards und den Golden Gate Award beim San Francisco International Film Festival.

## Hintergrund
Der Film hatte seine Premiere am 18. September 2004 beim Oakland International Film Festival.